# Euderomphale chelidonii
Euderomphale chelidonii är en stekelart som beskrevs av Erdös 1966. Euderomphale chelidonii ingår i släktet Euderomphale, och familjen finglanssteklar. Arten är reproducerande i Sverige.